# Veenendaal-Veenendaal Classic
La Veenendaal-Veenendaal Classic è una corsa in linea di ciclismo su strada maschile che si svolge ogni anno a Veenendaal, nei Paesi Bassi. Dal 2005 fa parte dell'UCI Europe Tour come gara di classe 1.1 (1.HC dal 2005 al 2010). Era nota come Veenendaal-Veenendaal dal 1985 al 2007, come Dutch Food Valley Classic (per motivi di sponsor) dal 2008 al 2013, e come Arnhem-Veenendaal Classic dal 2014 al 2016.

## Albo d'oro
Aggiornato all'edizione 2024.
| Anno                          | Vincitrice                            | Seconda                               | Terza                                 |
| ----------------------------- | ------------------------------------- | ------------------------------------- | ------------------------------------- |
| Veenendaal-Veenendaal         |                                       |                                       |                                       |
| 1985                          | Joop Zoetemelk                        | Leo van Vliet                         | Adri van Houwlinghen                  |
| 1986                          | non disputata                         | non disputata                         | non disputata                         |
| 1987                          | Johan Capiot                          | Jean-Paul van Poppel                  | Wim Arras                             |
| 1988                          | Ronny Vlassaks                        | John Bogers                           | Hennie Kuiper                         |
| 1989                          | Jean-Paul van Poppel                  | John Vos                              | Mathieu Hermans                       |
| 1990                          | Wiebren Veenstra                      | Peter Pieters                         | Ralph Moorman                         |
| 1991                          | Wiebren Veenstra                      | Olaf Ludwig                           | John Talen                            |
| 1992                          | Jacques Hanegraaf                     | Hendrik Redant                        | Rob Harmeling                         |
| 1993                          | Rob Mulders                           | Maarten den Bakker                    | Danny Nelissen                        |
| 1994                          | Vjačeslav Ekimov                      | Andreas Kappes                        | Frans Maassen                         |
| 1995                          | Olaf Ludwig                           | Peter Van Petegem                     | Patrick Jonker                        |
| 1996                          | Andrei Tchmil                         | Arvis Piziks                          | Johan Capiot                          |
| 1997                          | Jeroen Blijlevens                     | Léon van Bon                          | Arvis Piziks                          |
| 1998                          | Frank Høj                             | Peter Van Petegem                     | Léon van Bon                          |
| 1999                          | Tristan Hoffman                       | Chris Peers                           | Erik Dekker                           |
| 2000                          | Steven de Jongh                       | Niko Eeckhout                         | Servais Knaven                        |
| 2001                          | Steven de Jongh                       | Rudi Kemna                            | Roger Hammond                         |
| 2002                          | Bobbie Traksel                        | Bart Voskamp                          | Robbie McEwen                         |
| 2003                          | Léon van Bon                          | Marc Wauters                          | Robbie McEwen                         |
| 2004                          | Simone Cadamuro                       | Robbie McEwen                         | Jo Planckaert                         |
| 2005                          | Paul van Schalen                      | Dean Podgornik                        | Ruslan Ivanov                         |
| 2006                          | Tom Boonen                            | Steffen Radochla                      | Max van Heeswijk                      |
| 2007                          | Steffen Radochla                      | Stefan van Dijk                       | Davide Viganò                         |
| 2008                          | Robert Förster                        | Sven Krauß                            | Niko Eeckhout                         |
| Dutch Food Valley Classic     |                                       |                                       |                                       |
| 2009                          | Kenny van Hummel                      | Graeme Brown                          | Steven de Jongh                       |
| 2010                          | Edvald Boasson Hagen                  | Kenny van Hummel                      | Stefan van Dijk                       |
| 2011                          | Theo Bos                              | Wim Stroetinga                        | Stefan van Dijk                       |
| 2012                          | Theo Bos                              | Peter Sagan                           | Mark Renshaw                          |
| 2013                          | Elia Viviani                          | Danilo Napolitano                     | Kenny van Hummel                      |
| Arnhem-Veenendaal Classic     |                                       |                                       |                                       |
| 2014                          | Yves Lampaert                         | Michael Vingerling                    | Jos van Emden                         |
| 2015                          | Dylan Groenewegen                     | Jaŭhen Hutarovič                      | Roman Majkin                          |
| 2016                          | Dylan Groenewegen                     | Chris Opie                            | Kenny Dehaes                          |
| Veenendaal-Veenendaal Classic |                                       |                                       |                                       |
| 2017                          | Luka Mezgec                           | Wouter Wippert                        | Moreno Hofland                        |
| 2018                          | Dylan Groenewegen                     | Wouter Wippert                        | Sondre Holst Enger                    |
| 2019                          | Zakkari Dempster                      | Martijn Budding                       | Nick van der Lijke                    |
| 2020                          | annullata per la Pandemia di COVID-19 | annullata per la Pandemia di COVID-19 | annullata per la Pandemia di COVID-19 |
| 2021                          | annullata per la Pandemia di COVID-19 | annullata per la Pandemia di COVID-19 | annullata per la Pandemia di COVID-19 |
| 2022                          | Dylan Groenewegen                     | Gerben Thijssen                       | Arnaud De Lie                         |
| 2023                          | Dylan Groenewegen                     | Arvid de Kleijn                       | Sam Welsford                          |
| 2024                          | Tord Gudmestad                        | Simon Dehairs                         | Dylan Groenewegen                     |
| 2025                          | annullata                             | annullata                             | annullata                             |